# Zelotes flagellans
Zelotes flagellans es una especie de arañas araneomorfas de la familia Gnaphosidae.

## Distribución geográfica
Es endémica de la península ibérica (España y Portugal) y de Baleares.